# Leptogaster concinnata
Leptogaster concinnata är en tvåvingeart som beskrevs av Samuel Wendell Williston  1901. Leptogaster concinnata ingår i släktet Leptogaster och familjen rovflugor. Inga underarter finns listade i Catalogue of Life.